# Abduction (comics)
Pour les articles homonymes, voir Abduction.
Abduction (Batman: The Abduction) est un comics américain de Batman réalisé par Alan Grant et Norm Breyfogle.

## Synopsis
Batman a été capturé par des extra-terrestres puis relâché mais d'autres forces semblent être derrière cet enlèvement mystérieux.

## Personnages
- Batman / Bruce Wayne

## Éditions
- 1998 : Batman: The Abduction (DC Comics)
- 2001 : Abduction (Semic, Batman Hors Série).